# Siarczan miedzi(I)
Siarczan miedzi(I), nazwa Stocka: siarczan(VI) miedzi(I), Cu
2SO
4 – nieorganiczny związek chemiczny z grupy siarczanów metali, sól kwasu siarkowego i miedzi na I stopniu utlenienia.

## Otrzymywanie
Można go otrzymać w reakcji siarczanu dimetylu (CH
3)
2SO
4 z Cu
2O. Metoda ta została opisana po raz pierwszy w 1909 roku. Reakcja prowadzona w temperaturze 160 °C w atmosferze argonu daje produkt o wysokiej czystości (99%):
(CH
3)
2SO
4 + Cu
2O → Cu
2SO
4 + (CH
3)
2O↑
Proces należy zakończyć po 10 minutach, gdyż kontynuowanie reakcji, nawet przez 2 minuty, prowadzi do stopniowego rozkładu związku.
Siarczan miedzi(I) otrzymywano też w wyniku redukcji siarczanu miedzi(II), np. dwutlenkiem siarki w trójskładnikowym siarczanowym stopie eutektycznym (Li
2SO
4, K
2SO
4, Na
2SO
4) w temperaturze 580 °C:
2CuSO
4 + SO
2 → Cu
2SO
4 + 2SO
3

## Właściwości
Krystalizuje w układzie rombowym. Przewodnictwo właściwe ciała stałego w temperaturze pokojowej wynosi 0,56 S/cm. Przewodnictwo to ma charakter jonowy, a przewodnictwo elektronowe jest na poziomie pomijalnym.
Jest związkiem wrażliwym na wilgoć, natomiast w suchym powietrzu jest trwały w temperaturze pokojowej. Z pomiarów przewodnictwa elektrycznego wynika, że powyżej 60 °C zaczyna ulegać rozkładowi (następuje gwałtowny wzrost oporu). Przy ogrzewaniu powyżej 320 °C ulega dysproporcjonowaniu do wielu produktów, reagujących następnie ze sobą. W zależności od warunków, sumaryczny zapis reakcji może być następujący:
2Cu
2SO
4 → 2Cu
2O + 2SO
2↑ + O
2↑
lub
3Cu
2SO
4 → 2Cu
2O + SO
2↑ + 2CuSO
4
W roztworach wodnych także dysproporcjonuje, do siarczanu miedzi(II) i miedzi metalicznej:
Cu
2SO
4 → Cu↓ + CuSO
4
Z tlenkiem węgla i amoniakiem tworzy stabilne związki kompleksowe, odpowiednio [Cu(CO)]
2SO
4·H
2O i [Cu(NH
3)
2]
2SO
4, natomiast w reakcji z acetonitrylem powstaje nietrwały kompleks [Cu(CH
3CN)
4]
2SO
4.